# أكاتينانغو
أكاتينانغو (بالإنجليزية: Acatenango)‏، وهو عبارة عن بركان طبقي في غواتيمالا، بالقرب من مدينة أنتيغوا. يحتوي البركان على قمتين، بيكو مايور (أعلى قمة) ويبوكابا (3880 مترًا) والتي تُعرف أيضًا باسم تريس هيرماناس (الأخوات الثلاث). ينضم أكاتينانغو إلى بركان فويغو ويعرف مجمع البركان بشكل جماعي باسم لا هوركيتا.